# Vandijkophrynus angusticeps
Espèce
Synonymes
- Bufo angusticeps Smith, 1848

Statut de conservation UICN

 LC  : Préoccupation mineure
Vandijkophrynus angusticeps est une espèce d'amphibiens de la famille des Bufonidae.

## Répartition
Cette espèce est endémique d'Afrique du Sud. Elle se rencontre dans la province du Cap-Occidental et dans l'ouest de la province du Cap-Oriental du niveau de la mer jusqu'à 1 500 m d'altitude entre la mer et la Cape Fold Belt.

## Publication originale
- Smith, 1848 : Illustrations of the Zoology of South Africa ; Consisting Chiefly of Figures and Descriptions of the Objects of Natural History Collected during an Expedition into the Interior of South Africa, in the Years 1834, 1835, and 1836 .... Vol. III. Reptilia. Part 27. London: Smith, Elder, & Co.